# Ambrus, Ivančna Gorica
Ambrus este o localitate din comuna Ivančna Gorica, Slovenia, cu o populație de 261 de locuitori.